# Slide (gitaar-accessoire)

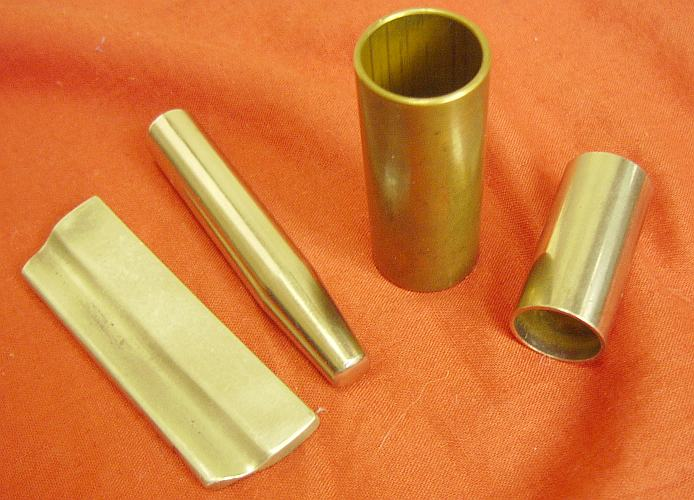
Verschillende slides

Een slide, ook wel bottleneck ('flessenhals') genoemd, is een buisje van glas of metaal dat wordt gebruikt om slidegitaar te spelen, of een massief stripje van metaal dat wordt gebruikt bij het bespelen van een pedalsteelgitaar. Een slide is te gebruiken op zowel elektrische als akoestische gitaren.
Het stripje metaal wordt door de bespeler van een pedalsteelgitaar tussen de vingers vastgehouden. Bij slidegitaar wordt een buisje om een van de vingers geschoven. In plaats van de snaren met de vingers in te drukken, laat de gitarist de slide over de snaren glijden terwijl hij deze met zijn andere hand aanslaat. Deze techniek is verantwoordelijk voor de karakteristieke zangerige klanken van de gitaren in met name de bluesmuziek. Hij vindt zijn oorsprong in de Hawaïaanse muziek.